# Сант'Еузебио (Верчели)
Сант'Еузебио је насеље у Италији у округу Верчели, региону Пијемонт.
Према процени из 2011. у насељу је живело 516 становника. Насеље се налази на надморској висини од 270 м.